# Frederik Willockx
Frederik Willockx (n. 2 septembrie 1947, Sint-Niklaas, Flandra, Belgia – d. 15 iunie 2024, Sint-Niklaas, Flandra, Belgia) a fost un om politic belgian, membru al Parlamentului European în perioada 1994-1999 din partea Belgiei. 